# Joseph Savoye
Henri Charles Joseph Savoye (* 13. Dezember 1802 in Zweibrücken; † 28. April 1869 in London) war ein deutsch-französischer Jurist, Journalist und Politiker.

## Leben
Savoye studierte ab Oktober 1818 Rechtswissenschaften in Heidelberg und Würzburg und wurde in Heidelberg Mitglied des Corps Hassia. Nach Beendigung seiner Studien kehrte er in seine Heimatstadt Zweibrücken zurück und war dort in den 1820er Jahren Advokat am Appellationsgericht. Daneben begann er, sich politisch und journalistisch zu betätigen und wurde Mitarbeiter der Deutschen Tribüne. Am 29. Januar 1832 nahm er am Schülerfest in Zweibrücken teil. Mit Georg August Wirth, Friedrich Schüler und Ferdinand Geib (1804–1834) bildete er das provisorische Komitee des Preß- und Vaterlandsvereins. Mitte Februar 1832 reiste er nach Paris und gab dort wohl den Anstoß zur Gründung des „Deutschen Vaterlandsvereins“ in Paris. Nach seiner Rückkehr nahm er am Hambacher Fest teil. Wegen Missachtung und Beleidigung der Behörden wurde er daraufhin zunächst sechs Monate von seinem Amt suspendiert.
Bereits im Juli 1832 emigrierte er nach Paris. Wegen Aufreizung zum Umsturz der Staatsverfassung und Beleidigung öffentlicher Behörden wurde er in contumaciam von den Assisen in Landau zu zehnjähriger Landesverweisung und Verlust der bürgerlichen und politischen Rechte verurteilt. Im Dezember wurde er als Advokat formell entlassen und aus der Anwaltsliste gestrichen, weil er sich weigerte, einen Revers über die Nichtzugehörigkeit zu geheimen Verbindungen zu unterzeichnen. In Paris war Savoye treibende Kraft der oppositionellen Kräfte. Er gehörte dem deutschen Komitee an, betätigte sich für den Vaterlandsverein und war später Mitglied des Deutschen Nationalvereins. Daneben arbeitete er wieder als Journalist und hielt am Collège Louis-le-Grand Vorlesungen über deutsche Literatur. Obwohl er in die Liste der Pariser Advokaten aufgenommen wurde, erhielt er erst 1848 die französische Staatsbürgerschaft.
Am 12. April 1848 wurde Savoye Gesandter der französischen Republik in Frankfurt am Main. Er kehrte aber im September schon wieder nach Frankreich zurück und wurde am 13. Mai 1849 für das Département Haut-Rhin in die Französische Nationalversammlung gewählt. Gleichzeitig unterstützte er den Aufstand in Baden. 1851 stimmte er gegen den Staatsstreich Napoleons III. Aus Frankreich ausgewiesen ging er ins Exil, zunächst nach Belgien, dann nach London, wo er zuletzt als Examinator an Militärschulen beschäftigt war und von dort aus, besonders mit Studien über das internationale Recht, weiter am „Siècle“ in Paris mitarbeitete.